# Mouvement pour une Quatrième République
Pour les articles homonymes, voir Quatrième République et 4K (homonymie).
Le Mouvement pour une Quatrième République (hongrois : Negyedik Köztársaság Mozgalom, prononcé [ˈnɛɟɛdik ˈkøstaːɾʃɒʃaːg ˈmozgɒlom], 4K!) était un parti politique hongrois de gauche, dirigé par András Istvánffy. Sa fondation en 2012 s'inscrit dans une démarche d'alternative de gauche au Parti socialiste hongrois (MSzP) et de renouvellement générationnel, porté notamment par les fortes mobilisations d'opposition au gouvernement du Premier ministre conservateur Viktor Orbán en 2011. Sa déclaration de principes ancre le projet politique du parti à gauche, avec une forte volonté de rénovation de la république hongroise, en écho aux valeurs portées par la première république issue de la Révolution hongroise de 1848. Cette filiation symbolique permet de dépasser l'opposition entre dissidents et anciens partisans du communisme qui a régné dans la vie politique hongroise après 1990.